# Психология искусства (книга)
«Психоло́гия иску́сства» — труд Льва Выготского, содержащий анализ закономерностей эстетического восприятия.
Книга была закончена и защищена в виде диссертации в 1925. В том же году был подписан договор на издание, но книга тогда не вышла. Её первое издание было осуществлено в 1965, а 2-е издание в 1968 было дополнено расширенным комментарием Вяч. Вс. Иванова. В пятом издании (1997) восстановлены сделанные в советское время цензурные изъятия (ссылки на Троцкого и т. п.). Для издания 2001 года Вяч. Вс. Иванов дополнил свой комментарий.
Сам Выготский писал о своей книге:
Я изучал не басни, не трагедии и ещё меньше данную басню и данную трагедию. Я изучал в них то, что составляет основу всего искусства, — природу и механизм эстетической реакции. Я опирался на общие элементы формы и материала, которые присущи всякому искусству. <…> И самый подзаголовок «Анализ эстетической реакции» указывает на то, что задачей исследования является не систематическое изложение психологического учения об искусстве во всем его объёме и во всей широте содержания (все виды искусства, все проблемы и т. д.) и даже не индуктивное исследование определённого множества фактов, а именно анализ процессов в его сущности.

## Оглавление
- К методологии вопроса
  - Глава I. Психологическая проблема искусства
- Критика
  - Глава II. Искусство как познание
  - Глава III. Искусство как прием
  - Глава IV. Искусство и психоанализ
- Анализ эстетической реакции
  - Глава V. Анализ басни
  - Глава VI. «Тонкий яд» Синтез
  - Глава VII. Легкое дыхание
  - Глава VIII. Трагедия о Гамлете, принце Датском
- Психология искусства
  - Глава IX. Искусство как катарсис
  - Глава X. Психология искусства

## «Психология искусства» и эстетика
«Если назвать водораздел, разделяющий все течения современной эстетики на два больших направления, — придется назвать психологию. Две области современной эстетики — психологической и непсихологической — охватывают почти все, что есть живого в этой науке» — так начинает свою работу Выготский.
Во вступительной статье к работе А. Н. Леонтьев отмечает что в «Психологии искусства» Выготский резюмирует свод работы 1915—1922 годов, подводя их итог. Он обращается в ней к классическим произведениям — к басне, новелле, трагедии Шекспира. Но главный вопрос, который он ставит перед собой, имеет крайне общий, широкий смысл: что делает произведение художественным, что превращает его в творение искусства?
Его замысел состоял в том, чтобы анализируя особенности структуры художественного произведения, воссоздать структуру той реакции, той внутренней деятельности, которую оно вызывает: «Эстетика представляется нам учением об эстетическом поведении (Verhalten), то есть об общем состоянии, охватывающем и проникающем всего человека и имеющем своей исходной точкой и средоточием эстетическое впечатление…».
Про свой метод он отмечает: «до сих пор психологическое исследование искусства всегда производилось в одном из двух направлений: либо изучалась психология творца, создателя по тому, как она выразилась в том или ином произведении, либо изучалось переживание зрителя, читателя, воспринимающего это произведение». И предлагает за основу взять не автора и не зрителя, а само произведение искусства. Предвидя возможные критические замечания он отмечает, что, конечно, оно само по себе никак не является предметом психологии, и психика как таковая в нём не дана: «однако психолог вынужден обращаться … именно к вещественным доказательствам, к самим произведениям искусства и по ним воссоздавать соответствующую им психологию, чтобы иметь возможность исследовать её и управляющие ею законы. При этом всякое произведение искусства … рассматривается психологом как система раздражителей, сознательно и преднамеренно организованных с таким расчетом, чтобы вызвать эстетическую реакцию». Он считает, что анализируя структуру этих «раздражителей» можно воссоздать структуру интересующей его реакции.
В подобном исследовании Выготский видел путь, позволяющий проникнуть в тайну непреходящего значения великих произведений искусства.

## Глава VII. Легкое дыхание
В данной главе Выготский рассматривает новеллу Бунина «Лёгкое дыхание» с точки зрения формализма. В последующем тексте будет рассмотрено два элемента, которые были определены много лет назад: форма и материал. Где материалом называется то, что способно существовать без произведения, а формой — расположение материала. Они приобрели другие названия: в специальной литературе «фабула» и «сюжет», в рассказе «диспозиция» и «композиция». И значат приблизительно одно и то же. Материал, фабула и диспозиция говорят «о чём» произведение, а форма, сюжет и композиция о том, «как» они упорядочены. Из-за того, что творцы стараются придать форму материалу в скрытом от читателя виде, долго не могли различить эти понятия.
Ход сюжета в виде графиков изображает Стерн в конце своего романа «Тристрам Шенди». Но необходимо заметить, что такое оформление характерно не только для некоторой истории, рассказа, где фабулой выступают события в хронологическом порядке, но и для музыкальных произведений, стихов, где материалом являются гамма и слова, соответственно. И если данная запутанность в последних двух понятна, то в первом не совсем ясна. Почему нельзя выбрать движение из одной точки в другую — по прямой? На этот вопрос Выготский даёт ответ на примере событий, которые приведут к убийству. Если знакомство с персонажем, угрозу и убийство расположить не в прямой последовательности, то впечатление от общей картины будет различно. Можно сравнить статическую схему рассказа с анатомией, а динамику композиции с физиологией.

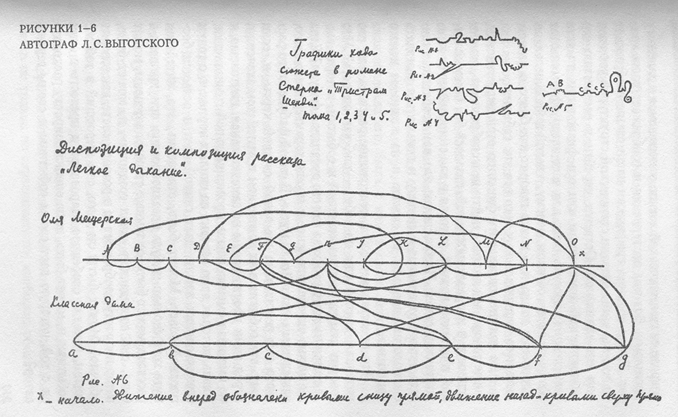
Рисунок диспозиции для анализа «Лёгкого дыхания»

Для анализа данная новелла была выбрана, потому что она считается классической в своём жанре, признана как образец художественного рассказа, не получила привычного истолкования и остаётся «свежей», без предвзятого отношения. Диспозиция рассказа выделяется в двух группах событий: связанных с жизнью Оли Мещерской и жизнью классной дамы. Эти события в хронологическом порядке изображены прямой линией на рисунке и обозначены латинскими буквами, идущими в прямом порядке. Композиция рассказа представлена кривыми. Если их развернуть в прямую, то порядок букв будет изменён. Всё, что изображено на схеме, и есть анатомия рассказа или его статическая схема.
Чтобы выяснить, какова физиология, необходимо ответить на вопрос: «Почему автор оформил этот материал именно так?» Можно заметить, что в чистом виде перед нами предстают события, которые можно назвать «житейской мутью», но общее впечатление от рассказа обратное, оно умещается в выражение «лёгкое дыхание». При этом автор не приукрашивает рассказ, а обнажает безжалостную правду. Но путаная жизнь Оли Мещерской в рассказе сопровождается историей классной дамы, которая живёт мечтами. Напряжение от истории Оли Мещерской нивелируется приданием формы: «с самого начала автор ставит нас перед могилой и если мы все время узнаем историю уже мертвой жизни, если дальше мы уж знаем, что она была убита, и только после этого узнаем, как это произошло». Ярко продемонстрирован закон уничтожения формой содержания в сцене убийства, где слово «застрелил» теряется в предложении, и в беседе классной дамы с Олей Мещерской, где мы узнаём о падении героини в спокойной форме, как маленькая деталь. Многое значат последние предложения новеллы. Именно они являются доминантой произведения, объединяют все события, сливают историю Оли Мещерской от рассказа о лёгком дыхании до проносящегося над могилой ветра. Лёгкое дыхание при этом присутствует не только в тексте, но и у читателя, как показывает пневмографическая запись.
Несмотря на утверждение, что форма дополняет содержание, создавая гармонию, на данном примере мы можем увидеть обратное . Бунин не случайно использует именно такие ужасные события, а чтобы показать борьбу фабулы и сюжета, где сюжет уничтожил житейскую муть и оставил только лёгкое дыхание.
Таким образом, Выготский предоставляет способ «чтения» предметов искусства, но необходимо понимать, что этот приём не работает на всех произведениях.